# Edyta Olszówka

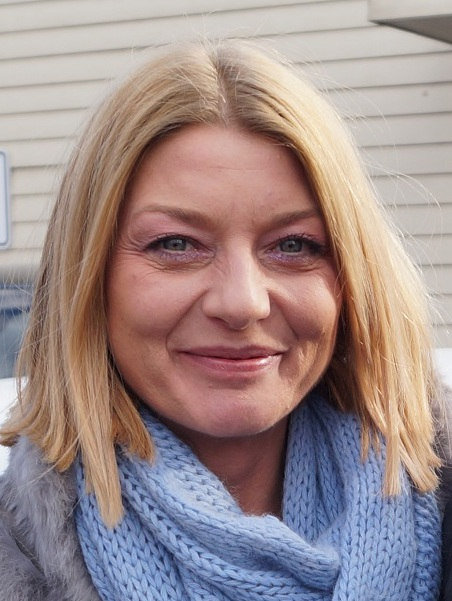
Edyta Olszówka im Jahr 2019

Edyta Olszówka (* 15. Dezember 1971 in Lubin, Polen) ist eine polnische Schauspielerin.

## Leben
Edyta Olszówka wurde 1971 in Lubin geboren. Sie studierte an der Staatlichen Hochschule für Film, Fernsehen und Theater Łódź, an der sie 1994 ihren Abschluss machte. Ihr Theaterdebüt gab sie 1993, als sie am Ochota-Theater die Rolle der Jenny in dem Stück Love Story spielte. Die ersten Berufsjahre waren schwierig, erst Ende der 1990er Jahre stellte sich der Erfolg ein. Sie wurde von Publikum und Kritikern wahrgenommen und ihre Auftritte in den Besprechungen der Stücke entsprechend gewürdigt. Sie übernahm in ihrer Theaterkarriere viele große Rollen und spielte in Warschau am Powszechny-Theater, dem Nationaltheater, dem Polonia-Theater und dem Komedia-Theater.
Das Ende der 1990er Jahre und die 2000er Jahre brachten ihr auch im Filmbereich erfolgreiche Rollen. Hierzu zählen unter anderem der international beachtete und mit Preisen ausgezeichnete italienische Film Elvjs e Merilijn von Armando Manni, aber auch Sezon na leszcza von Bogusław Linda, Pól serio von Tomasz Konecki und Strefa ciszy von Krzysztof Lang. Für ihre Rolle in dem Film Tam i z powrotem erhielt sie beim Polnischen Filmpreis eine Nominierung als Beste Hauptdarstellerin. In den Folgejahren trat sie seltener und in Nebenrollen in Kinofilmen auf. Sie übernahm einige Rollen in Fernsehserien.  Ihr Schaffen umfasst mehr als 70 Produktionen für Film und Fernsehen.

## Filmografie
- 1998: Elvjs e Merilijn
- 2001: Sezon na leszcza
- 2001: Pól serio
- 2001: Strefa ciszy
- 2002: Tam i z powrotem
- 2011–2013: Przepis na zycie
- 2014–2023: Ojciec Mateusz
- 2015: Az po sufit!
- 2018: 1983
- 2021: Pajeczyna